# Forst Kleinschwarzenlohe
Der Forst Kleinschwarzenlohe ist ein gemeindefreies Gebiet im mittelfränkischen Landkreis Roth und liegt direkt angrenzend am südlichen Stadtrand Nürnbergs. Forst Kleinschwarzenlohe ist Gemarkungsteil 0 der Gemarkung Forst Kleinschwarzenlohe.
Der 13,91 km² große Staatsforst ist der nördlich von Wendelstein, westlich von Feucht, südlich von Langwasser und östlich von Worzeldorf gelegene Teil des Lorenzer Reichswaldes. Die Autobahnen A 6 und A 73 verlaufen durch das Gebiet und bilden in dessen Mitte das Autobahnkreuz Nürnberg-Süd.
Das Predigtstühlein (49° 22′ 38,68″ N, 11° 8′ 42,32″ O) ist mit 373 m ü. NN die höchste Erhebung in dem Gebiet.
Ein Großteil ist Bestandteil des EU-Vogelschutzgebietes-Gebiets Nürnberger Reichswald und des Landschaftsschutzgebietes Schutz des Landschaftsraumes im Gebiet des Landkreises Roth - Südliches Mittelfränkisches Becken östlich der Schwäbischen Rezat und der Rednitz mit Vorland der Mittleren Frankenalb (LSG Ost).

## Gewässer
Der Ludwig-Donau-Main-Kanal kreuzt den Forst Kleinschwarzenlohe. Das Gebiet wird im Osten durch den Schnackenbach und Ottergraben durchflossen. Westlich von Feucht befindet sich der beliebte Badesee Jägersee (49° 22′ 20″ N, 11° 11′ 28″ O).
Nördlich von Röthenbach bei Sankt Wolfgang verläuft der historische Gauchsbach-Leitgraben.

## Sehenswertes
Der Wald wird von einigen Rad- und Wanderwegen durchzogen. So durchquert auch der Fränkische Dünenweg das Gebiet.

### Baudenkmäler
- Abschnitt des Ludwig-Donau-Main-Kanals (D-5-76-453-1) (49° 21′ 33,66″ N, 11° 7′ 55,74″ O)
- Schleuse 64 des Ludwig-Donau-Main-Kanals (D-5-76-453-2) (49° 21′ 57,85″ N, 11° 6′ 44,89″ O)
- Schleuse 65 des Ludwig-Donau-Main-Kanals (D-5-76-453-3) (49° 22′ 9,12″ N, 11° 6′ 31,21″ O)
- Schleuse 66 des Ludwig-Donau-Main-Kanals (D-5-76-453-4) (49° 22′ 16,78″ N, 11° 6′ 13,81″ O)
- Das Schneiderkreuz bei der Sorger Brücke (D-5-76-151-163) (49° 21′ 24,55″ N, 11° 7′ 21,61″ O)

### Sonstiges
- Der Meixnerstein, ein Gedenkstein bei Röthenbach bei Sankt Wolfgang (49° 22′ 12,25″ N, 11° 11′ 6,36″ O). Laut Inschrift ist er gewidmet für J.C.Meixner aus Nürnberg 1873 wegen eines Jagdunfalls.[6]

Durch den Forst führte die Trasse der ehemaligen Bahnstrecke Feucht–Wendelstein.

## Bildergalerie

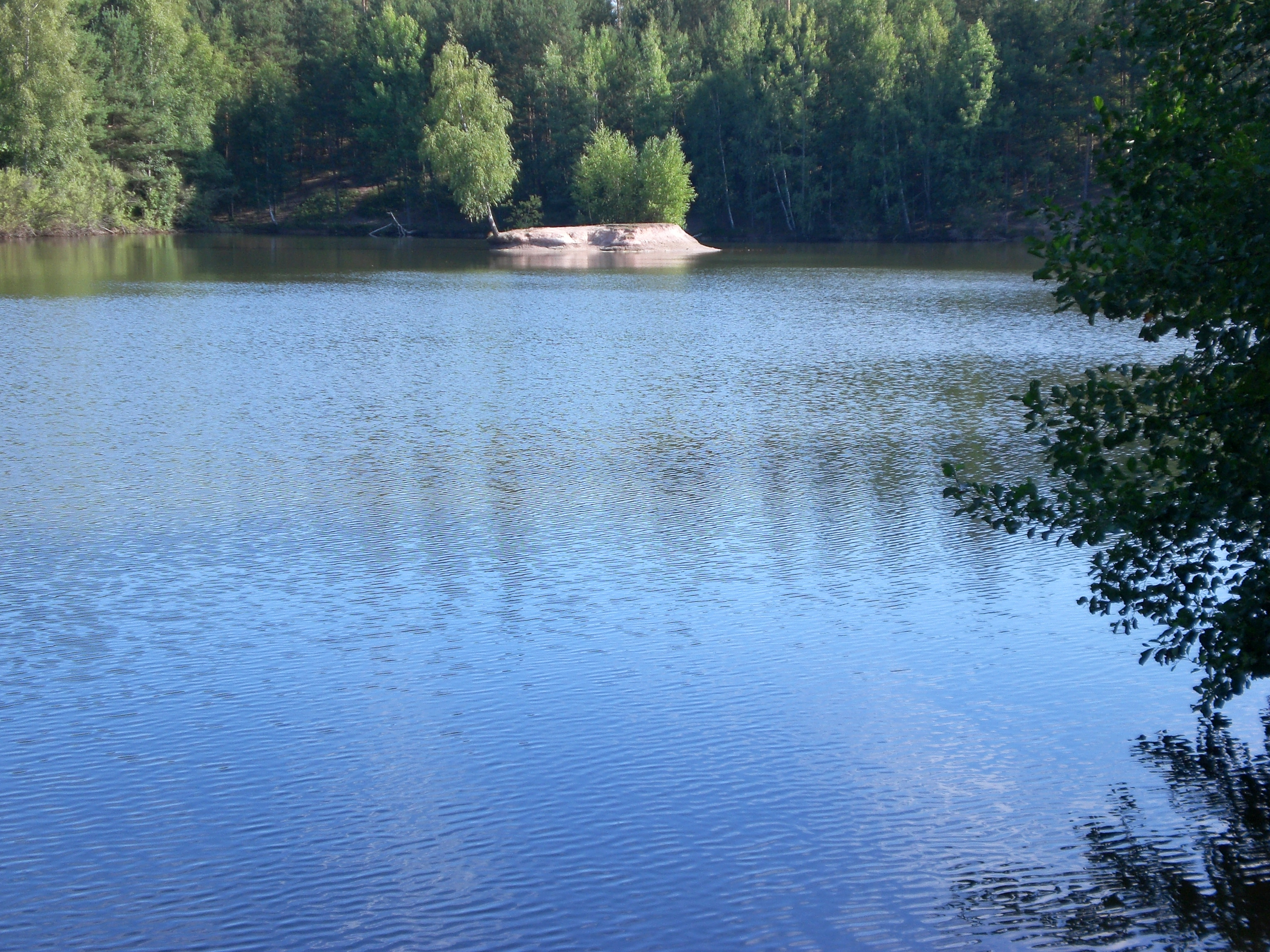
Der Kleine Jägersee westlich von Feucht
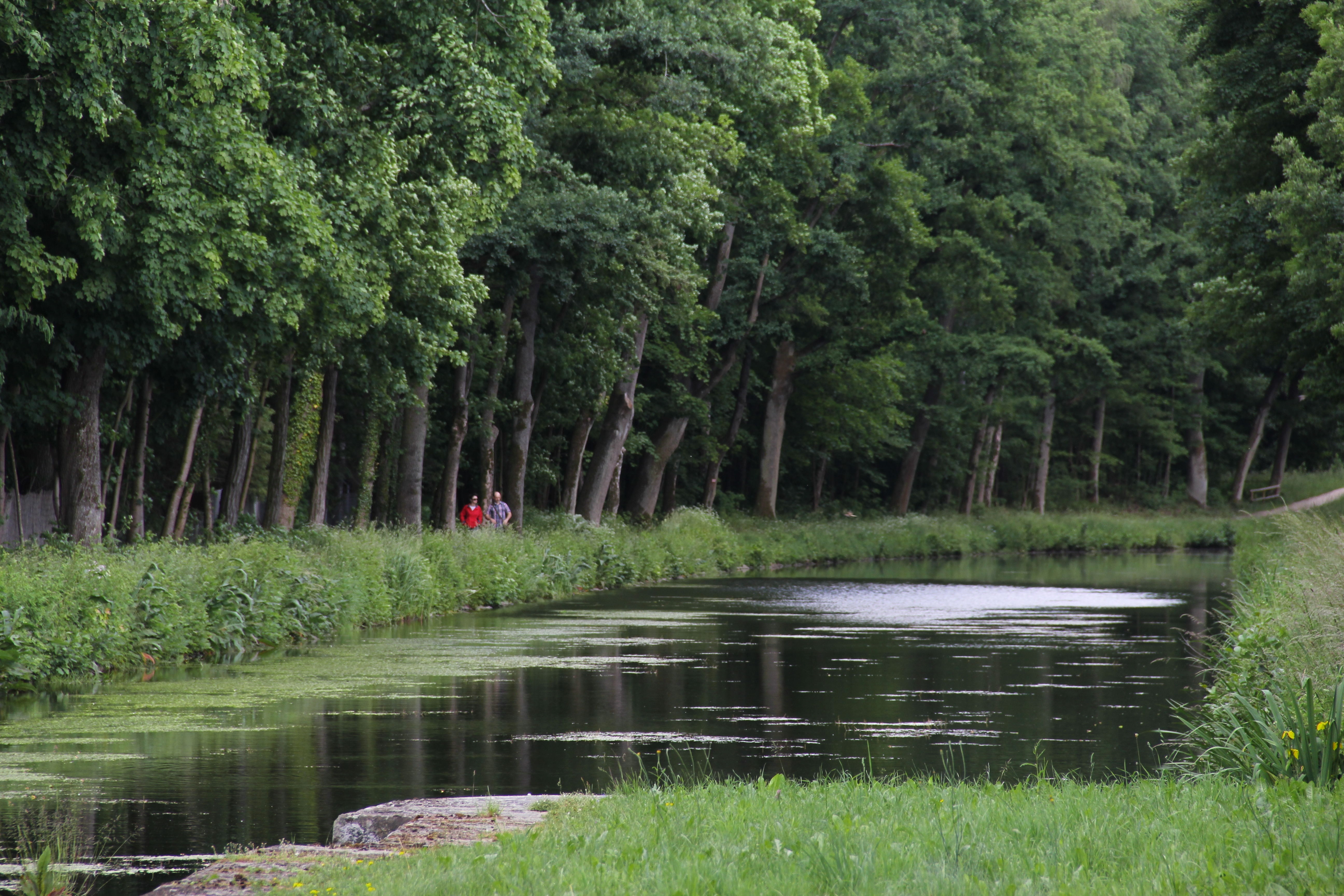
Abschnitt des Ludwig-Donau-Main-Kanal bei Worzeldorf
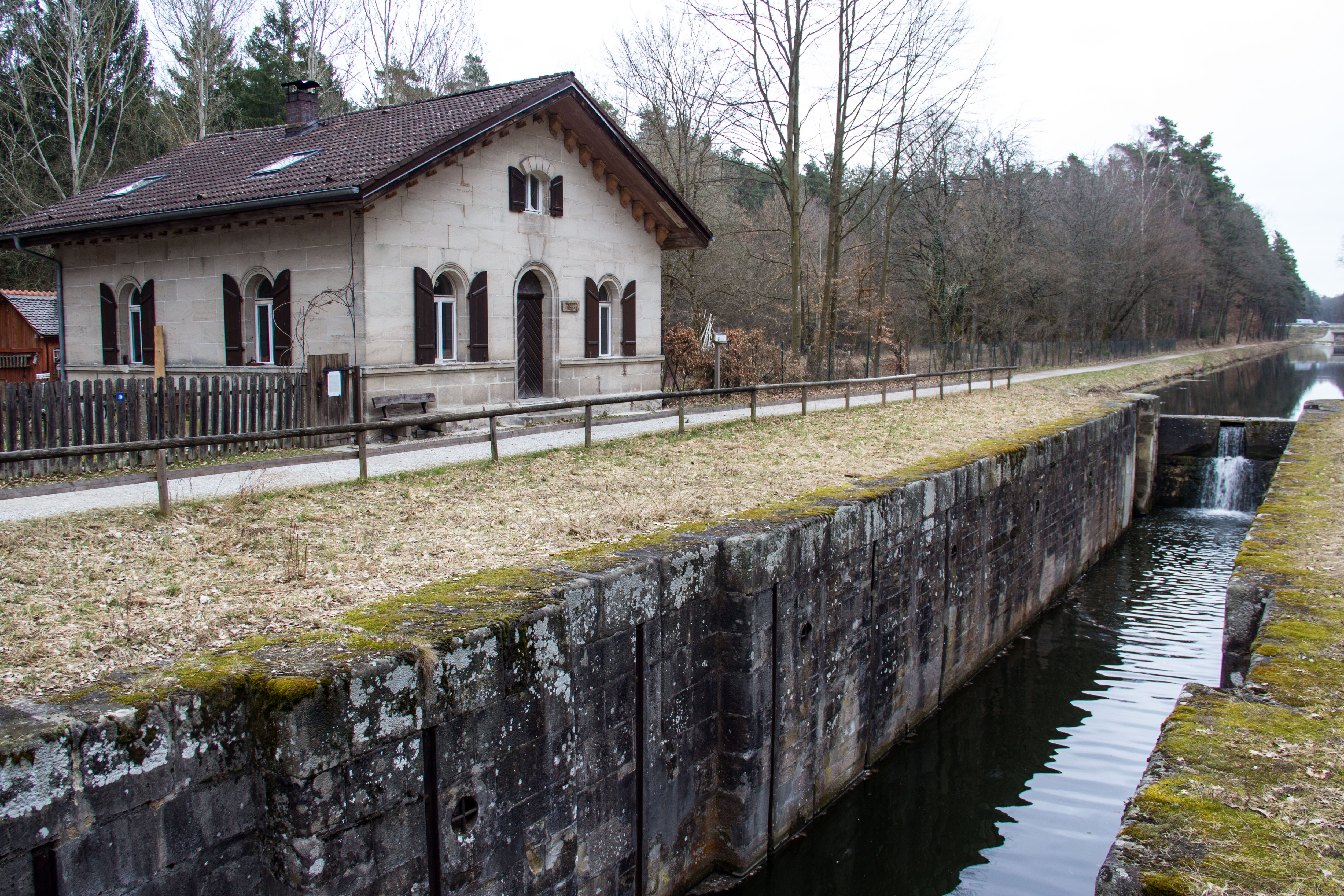
Schleuse 64 des Ludwig-Donau-Main-Kanal
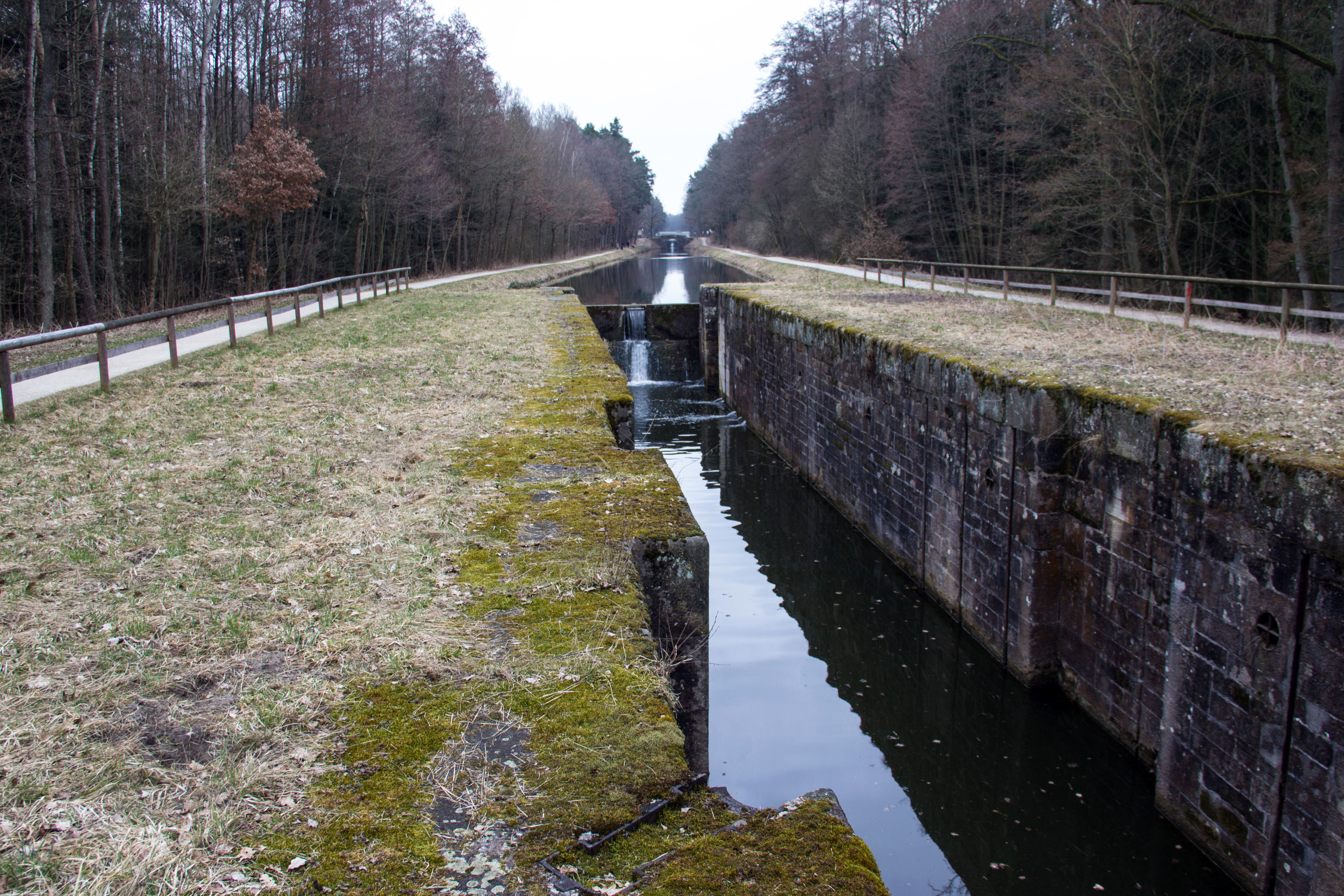
Schleuse 65 des Ludwig-Donau-Main-Kanal
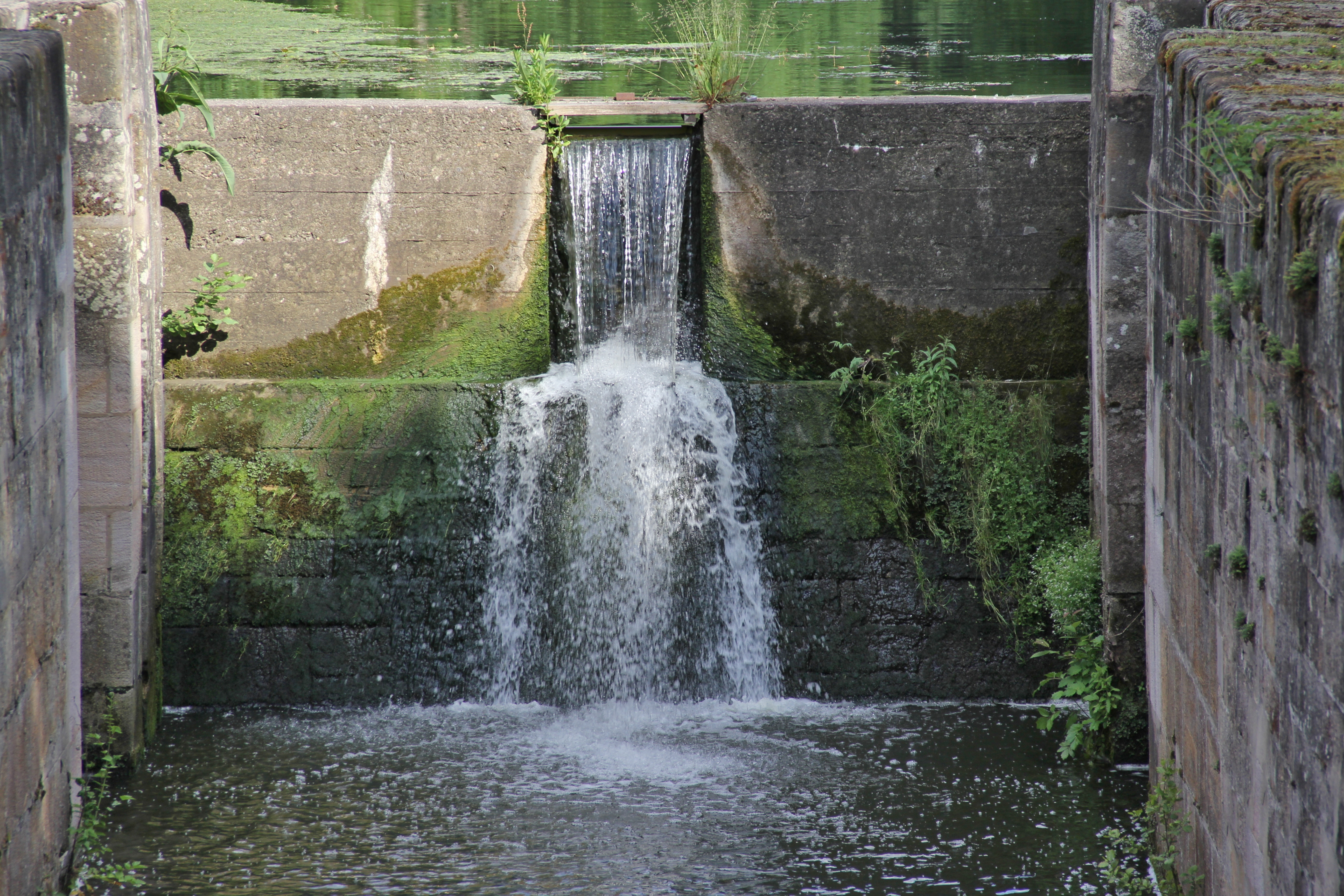
Schleuse 66 des Ludwig-Donau-Main-Kanal
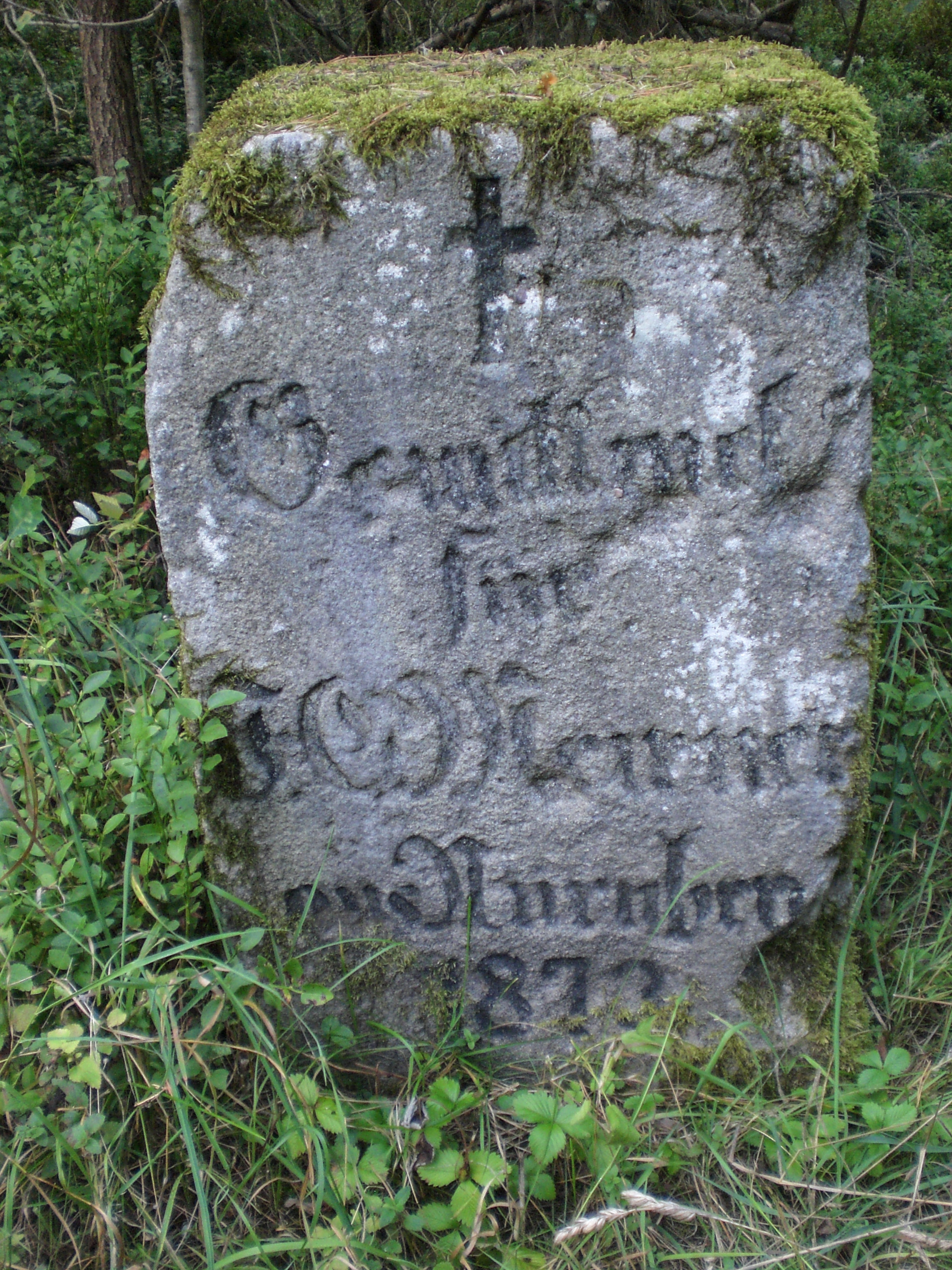
Der Meixnerstein bei Röthenbach bei Sankt Wolfgang
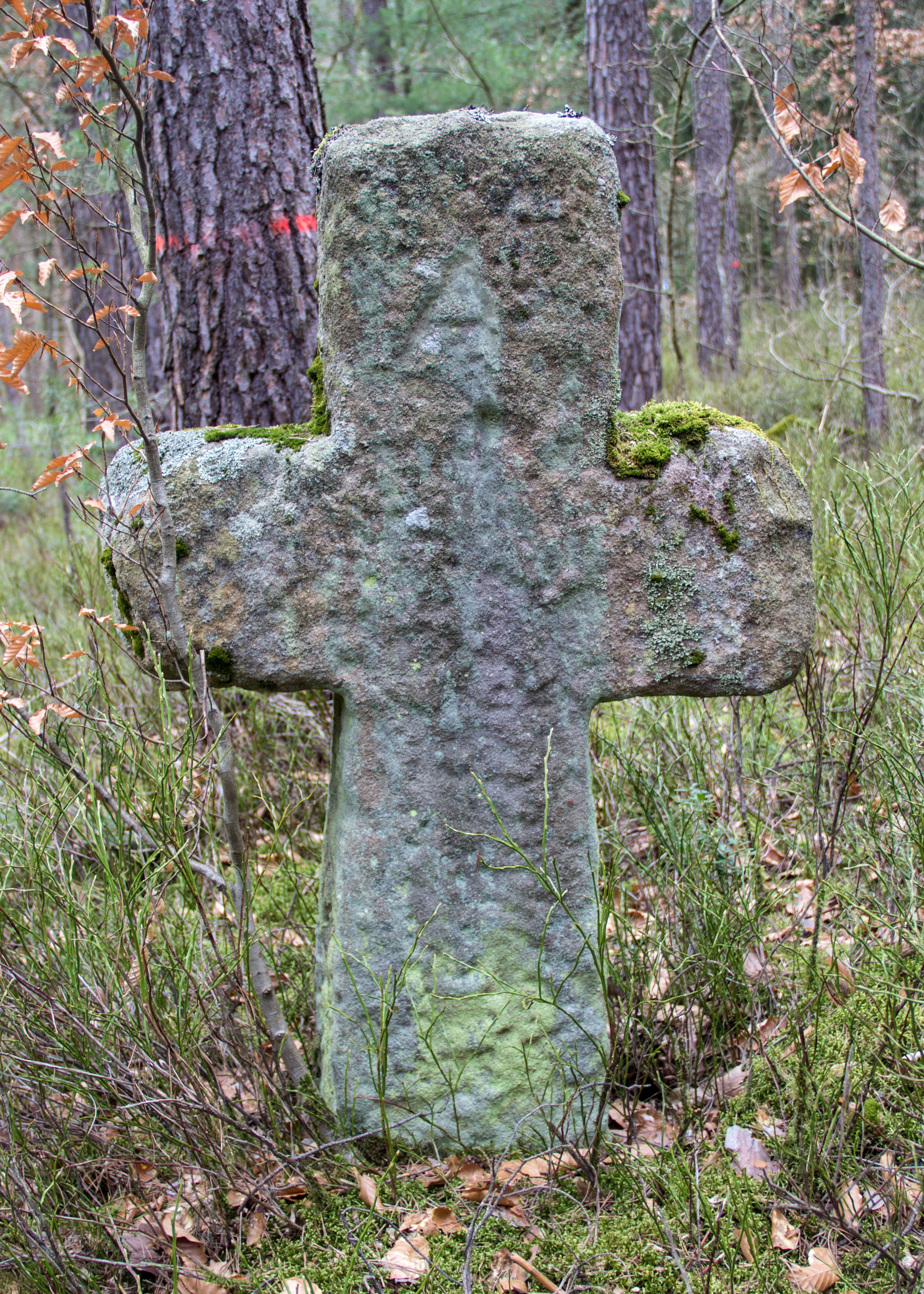
Das Schneiderkreuz bei der Sorger Brücke